# 구메촌 (미에현)
구메촌(久米村)은 미에현 구와나군에 있던 촌이다. 현재의 구와나시 남서쪽 끝, 도인정 나카카미 이나베강 우안에 해당한다.

## 역사
- 1889년 4월 1일 - 정촌제 시행에 의해 구와나군 구메촌이 성립하였다.
- 1955년 2월 1일 - 구메촌이 분립으로 (오아자 사카이・아카오・도모무라・시마다・시치)는 구와나시에, 잔부는 도인정에 편입해, 동일 구메촌은 폐지되었다.

## 참고문헌
- 角川日本地名大辞典 24 三重県